# Geraldine Hughes
Geraldine Hughes (Belfast, 1970 –) északír színésznő.
Fontosabb szerepei voltak a Rocky Balboa (2006) és a Gran Torino (2008) című filmekben. Ő alakította a címszereplő feleségét, Mary Todd Lincolnt A Lincoln-gyilkosság című 2013-as életrajzi filmdrámában.

## Fiatalkora és pályafutása
Az észak-írországi Belfastban élő, katolikus vallású munkáscsaládból származik. A 
zavargások időszakában nőtt fel, egy háborús övezetben töltve gyermekkorát. Későbbi, Belfast Blues című színdarabja a belfasti életéből származó valós élményeit dolgozza fel. Gyermekként soha nem beszélt a Belfastban átélt borzalmakról. A darabban nyújtott alakításait „minden olyan gyermeknek ajánlja, akik konfliktus sújtotta helyeken élnek”. 18 évesen hagyta el Belfastot. Los Angelesben élt 16 évig, majd New Yorkba költözött, de rendszeresen visszajár Belfastba meglátogatni családját.

## Magánélete
Egy Ian Harrington nevű pennsylvaniai férfi felesége volt, aki szintén szegény családból származott. Ő bátorította először Hughest, hogy ossza meg élettörténetét.

## Filmográfia

### Film
| Év   | Magyar cím         | Eredeti cím              | Szerep         | Magyar hang     |
| ---- | ------------------ | ------------------------ | -------------- | --------------- |
| 1986 | A világ vége       | The End of the World Man | Barbara        | Báthory Orsolya |
| 1997 | Szent Patrik napja | St. Patrick's Day        | Maeve          |                 |
| 2003 | Jószomszédi iszony | Duplex                   | recepciós      |                 |
| 2006 | Rocky Balboa       | Rocky Balboa             | Marie          | Zsurzs Kati     |
| 2008 | Gran Torino        | Gran Torino              | Karen Kowalski | Hámori Eszter   |
| 2009 |                    | Pumpgirl                 | Sinead         |                 |
| 2012 | Halott lelkek      | Dead Souls               | Mary Petrie    |                 |
| 2014 | Elfelejtett idő    | Time Out of Mind         | Marie          |                 |
| 2017 | Henry könyve       | The Book of Henry        | Mrs. Evans     | Ősi Ildikó      |
| 2020 | Kilenc nap         | Nine Days                | Colleen        |                 |

### Televízió
| Év        | Magyar cím                               | Eredeti cím                  | Szerep                       | Megjegyzések                               |
| --------- | ---------------------------------------- | ---------------------------- | ---------------------------- | ------------------------------------------ |
| 1984      | Gyerekek a tűzvonalban                   | Children in the Crossfire    | Mary                         | - tévéfilm - magyar hangja: - Csondor Kata |
| 1998      | Vészhelyzet                              | ER                           | Susan McFarlan               | 1 epizód                                   |
| 1998      | Pszichozsaru                             | Profiler                     | női rab                      | 1 epizód                                   |
| 2002      | A kis John                               | Little John                  | nővér                        | tévéfilm                                   |
| 2002      | Őrangyal                                 | The Guardian                 | Joyce Burke                  | 1 epizód                                   |
| 2003      | Gyilkos sorok: A kelta fejtörők          | Murder, She Wrote            | Fiona Byrne                  | tévéfilm                                   |
| 2007–2017 | Esküdt ellenségek: Különleges ügyosztály | Law & Order SVU              | Tina Parven / Denise Drake   | 2 epizód                                   |
| 2008      | Esküdt ellenségek                        | Law & Order                  | Sandra Talbot                | 1 epizód                                   |
| 2010      | A férjem védelmében                      | The Good Wife                | Rachel Knox                  | 1 epizód                                   |
| 2010      | Mercy angyalai                           | Mercy                        | Tammy Singer                 | 1 epizód                                   |
| 2010      | Jackie nővér                             | Nurse Jackie                 | Molly Gaherty                | 1 epizód                                   |
| 2010      | Esküdt ellenségek: Bűnös szándék         | Law & Order: Criminal Intent | Regina                       | 1 epizód                                   |
| 2013      | A Lincoln-gyilkosság                     | Killing Lincoln              | Mary Todd Lincoln            | tévéfilm                                   |
| 2013      | Zsaruvér                                 | Blue Bloods                  | Meara McGuire                | 1 epizód                                   |
| 2013–2017 | Feketelista                              | The Blacklist                | Dr. Nina                     | 3 epizód                                   |
| 2018      | Lazíts, Kevin!                           | Kevin Can Wait               | Tracy                        | 1 epizód                                   |
| 2020–2021 |                                          | Your Honor                   | Betty                        | 5 epizód                                   |
| 2021      |                                          | Law & Order: Organized Crime | Dr. Katherine Carpenter-Grey | 1 epizód                                   |
| 2024      |                                          | Tokyo Vice                   | Lynn Oberfeld                | 4 epizód                                   |

## Díjak és jelölések
2003-ban kapta meg első díját, a Los Angeles Ovation Awardot. Alig egy évvel később, 2004-ben átvehette a Garland and Drama Critics Circle Awards-ot is. 2004-ben a Drama League Awards díjjal kitüntetett alakításért is jelölték a Belfast Blues című szólójátékában nyújtott színészi teljesítményéért.

## Fordítás
- Ez a szócikk részben vagy egészben  a   Geraldine Hughes című angol Wikipédia-szócikk ezen változatának fordításán alapul.  Az eredeti cikk szerkesztőit annak laptörténete sorolja fel. Ez a jelzés csupán a megfogalmazás eredetét és a szerzői jogokat jelzi, nem szolgál a cikkben szereplő információk forrásmegjelöléseként.